# Sofia av Montferrat
Sofia av Montferrat, född okänt år, död 21 augusti 1434, var en bysantinsk kejsarinna, gift med Johannes VIII Palaiologos.

## Biografi
Sofia av Montferrat var dotter till Theodore II, markis av Montferrat. Genom sin far var hon avlägset besläktad med det bysantinska kejsarhuset.
Sofia trolovades 1405 med Filippo Visconti, men giftermålet ägde aldrig rum. 1420 anlände sändebud från den bysantinska kejsaren och framförde kejsarens förslag om ett äktenskap mellan hans son och Sofia. Kejsaren önskade skapa militära allianser med Västeuropas furstehus för att få hjälp mot osmanerna, och sände därför ut sändebud för att leta reda på katolska furstinnor i Västeuropa. Det gjordes med påven Martin V:s välsignelse, då han ville hela schismen mellan den katolska och ortodoxa kyrkan.
Sofia lämnade Chioggia med Cleofa Malatesta, som skulle gifta sig med hennes egen brudgums bror prins Theodor, och anlände till Bysans i november 1420. Bröllopet dröjde i flera månader, då Johannes uppges ha varit ovillig, och gick med på det först när han fick löftet att bli sin fars medregent. Vigseln ägde rum i Hagia Sofia 19 januari 1421, och följdes av makens kröning till sin fars medregent.
Äktenskapet var olyckligt. Sofia beskrivs som älskvärd men inte som vacker: skönhet ansågs mycket viktigt vid det bysantinska hovet med dess grekiska skönhetsdyrkan, och Sofia beskrivs som en blondin med vacker figur och rak hållning, men med ett ansikte med missbildad näsa, ögon och ögonbryn. 
Johannes VIII betraktade Sofia som oattraktiv och undvek henne till förmån för älskarinnor. Paret levde i praktiken skilda liv och fick inga barn; äktenskapet ska ha varit ofullbordat, och Johannes tillbringade mycket tid på resor, medan Sofia tillbringade sin tid med sin italienska uppvaktning i palatset i Konstantinopel. 
Hennes religion gjorde henne kontroversiell i Bysans. Påven hade krävt att hon skulle förbli katolik istället för att konvertera vid giftermålet, något som innebar att hon inte kunde sköta sina ceremoniella plikter som kejsarinna, eftersom dessa kretsade så mycket kring den ortodoxa religionen. 
Ärkebiskop Symeon av Thessaloniki skyllde den osmanska belägringen av Konstantinopel 1422 på Guds vrede över äktenskapet med en katolik. 
Hennes make blev ensam kejsare när hans far Manuel II avled i juli 1425. Sofia förlorade därmed sitt enda stöd i Konstantinopel. 
I augusti 1426 rapporterades det att Sofia hade flytt från Konstantinopel till Montferrat i Italien. Det hela var en flykt, då hon hade påstått att hon bara tänkte göra en utflykt till en trädgård vid Bosporen med sin italienska uppvaktning. Hon besökte trädgården i Galata som tillhörde genuesare från hennes födelseland, och steg sedan ombord på en genuesisk båt som tillhörde hennes släkt, familjen Spinola, och som förde henne vidare över havet till Spinolas hem i Genua i Italien. Hon tog endast med sig den krona hon burit som kejsarinna. 
Äktenskapet betraktades därefter som upplöst, och Johannes gifte om sig med Maria av Trapezunt. Sofia gifte aldrig om sig; hon tillbringade först sin tid hos sin bror i Ferrara, men gick så småningom i kloster.